# Сарач Юєн
Сарач Юєн (тай. สารัช อยู่เย็น, народився 30 травня 1992, Сонгкхла) - таїландський футболіст, півзахисник клубу «Патум Юнайтед».

## Клубна кар'єра

### "Муанг Тонг Юнайтед"
У 2009 році Сарач Юєн приєднався до «Муанг Тонг Юнайтед», а наступного року перейшов до дорослої команди. Перш ніж стати ключовим гравцем для клубу з Великого Бангкоку, він набирав ігровий досвід в орендах у командах «Пхукет» та «Накхонратчасіма». Із Сарачем, «Муанг Тонг» виграв чемпіонат Тайської ліги в сезоні 2016. Пізніше, в сезоні 2018 Юєн був призначений капітаном клубу, замінивши Тірасіла Дангду, який покинув команду. Коли клуб із Паккрету у 2020 році хотів скоригувати структуру команди, Сарач Юєн перейшов до «Патум Юнайтед».
Півзахисник провів 162 матчі за «Муанг Тонг Юнайтед» та забив 9 голів.

### "Патум Юнайтед"
Вже першого сезону Сарач Юєн став ключовою фігурою нової ери Дусіта Чалермсана та одним із гравців команди «Патум Юнайтед», яка виграла чемпіонат Таїської ліги 1 одразу після повернення у вищий дивізіон, зазнавши лише однієї поразки за сезон.
У липні 2024 року, «Патум» оголосив про відхід Юєна в японський клуб «Ренофа Ямагучі» на правах оренди. Це перший закордонний досвід гравця. У цій команді він зіграв 3 матчі.
За «Патум Юнайтед» Сарач Юєн взяв участь у 114 матчах та забив 7 голів.

## Кар'єра в збірній
Паралельно з клубною кар’єрою Юєн із 2013 року залучався до національної збірної Таїланду. Він брав участь у численних турнірах і допоміг команді виграти Чемпіонат АСЕАН у 2022 році.
Сарач Юєн зіграв за Таїланд 86 матчів, забив 6 голів.